# 赖盖涅
赖盖涅，是匈牙利巴兰尼亚州所辖的一个村。总面积6.15平方公里，总人口133，人口密度21.6人/平方公里（2011年1月1日）。